# Oswald Arnoldt

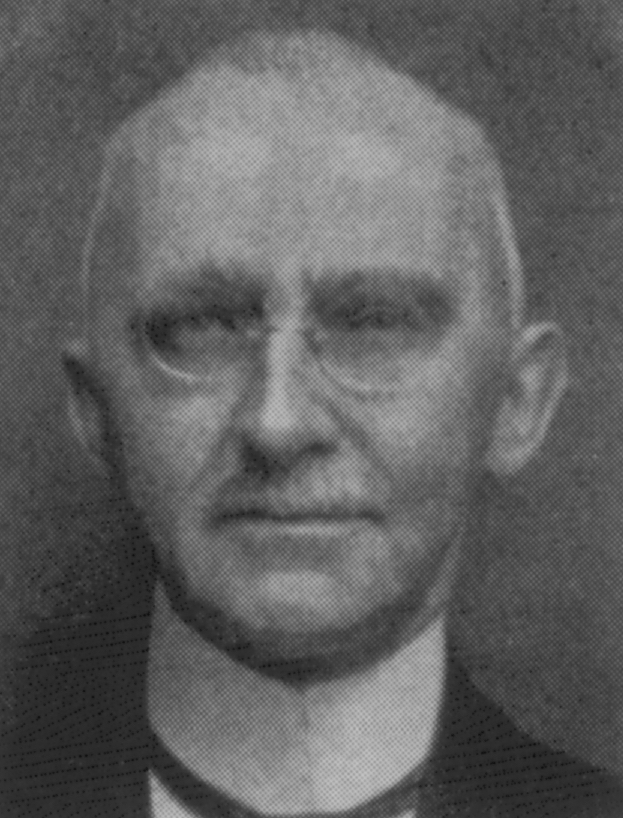
Oswald Arnoldt

Friedrich Wilhelm Ernst Oswald Arnoldt (* 13. April 1873 in Königsberg i. Pr.; † nach 1922 wohl in Dortmund) war ein deutscher Ingenieur und Privatdozent. 

## Leben
Arnoldt machte Ostern 1892 das Abitur am Königlichen Wilhelms-Gymnasium. 1897 schloss er sein Ingenieurstudium an der TH Berlin als Diplom-Ingenieur ab. Im selben Jahr wurde er Heizungsingenieur und 1898 Maschineningenieur in der Rheinischen Provinzialverwaltung in Düsseldorf. 1899 arbeitete er im Heizungsbüro der Stadt Berlin und 1899 in einem Vermessungsbüro in Berlin. Im Jahre 1900 war er Wasserwerks- und Kanalisationsingenieur in Berlin und 1900/01 beim Tiefbauamt der Stadt Charlottenburg angestellt.
Im Jahr 1904 wurde er Stadtbaumeister für Heizungs-, Beleuchtungs- und Maschinenwesen der Stadt Kiel. Ab 1907 arbeitete er als Oberingenieur bei der Stadtverwaltung Dortmund, bei der er 1911 Stadtbauinspektor, 1920 Magistratsbaurat und 1929 Stadtbaudirektor wurde. Am 22. November 1931 trat er in den Ruhestand.
Im Jahr 1914 promovierte Arnoldt an der Technischen Hochschule Hannover zum Dr.-Ing. und veröffentlichte seine Dissertation am 19. Juli 1917 zum Thema „Die Einhaltung bestimmter Temperaturen in Schulen durch Regelung der Heizvorrichtungen“ (Oldenbourg Verlag, München 1917). In den Jahren 1919 bis 1922 war er an der TH Hannover Privatdozent für Heizung und Lüftung.